# Денискинська сільська рада
Дени́скинська сільська рада (рос. Денискинский сельский совет) — муніципальне утворення у складі Федоровського району Башкортостану, Росія. Адміністративний центр — село Денискино.

## Населення
Населення — 1851 особа (2019, 1850 в 2010, 1936 в 2002).

## Склад
До складу поселення входять такі населені пункти:
| Населений пункт          | Населення, осіб (2002) | Населення, осіб (2010) |
| ------------------------ | ---------------------- | ---------------------- |
| Веселовка, присілок      | 226                    | 233                    |
| Денискино, село          | 660                    | 637                    |
| Кірюшкино, село          | 352                    | 358                    |
| Новомихайловка, присілок | 68                     | 64                     |
| Новоселка, село          | 625                    | 558                    |
| Філіпповка, присілок     | 5                      | 0                      |